# Maranta gibba
Maranta gibba là một loài thực vật có hoa trong họ Marantaceae. Loài này được Sm. mô tả khoa học đầu tiên năm 1812.